# غرائب الساوند كلاود
غرائب الساوند كلاود أو الساوند كلاونز هو مزيج من مشهد موسيقى كوميدية يحدث على منصة التوزيع الألمانية ساوند كلاود عبر الإنترنت، ووصفه المنتجون وصحافة الموسيقى بأنه وجهة نظر ساخرة لموسيقى إلكترونية راقصة ومحتوى ينتجه المستخدم على الإنترنت عديم الفائدة صنفتها إحدى الناقدات أودرا شرودر على أنها مزحة «تفكيك وإعادة تشكيل الميمات والموسيقى الشعبية، وإعادة صياغة النصوص لغرف الدردشة الألفية.

## الأصول
في مقابلة أجريت في يناير 2014، اقترح دي جي كيفن وانغ اثناء المقابلة أن "غرائب الساوند كلاود" كان موجودًا بالفعل العامين الماضيين ولكنه بدأ يكتسب شعبية كبيرة في العام السابق من خلال مدونات الإنترنت لموسيقى إلكترونية راقصة،اقترح منتج غرائب الساوند كلاود أن البعض جاء بهذه الظاهرة من مشاهد البوب في اليوتيوب  ويعد الدي جي آت آت من مروجيّ هذه الظاهرة ايضاً. يرى المنتجون المنطقيون الذين ينضمون إلى مثل هذه المشهد ,يريدون التعبير عن موسيقاهم، أنه شكل أكثر نضجًا من بوب اليوتيوب.

## الخصائص
غرائب الساوند كلاود هو مزيج موسيقي ومحاكاة ساخرة وصفته الصحفية أودرا شرودر بأنه مزحة «تفكيك وإعادة تشكيل الميمات والموسيقى الشعبية، وإعادة صياغة النصوص المقدسة لغرف الدردشة الألفية» تتراوح طول معظمها حوالي من 30 ثانية إلى دقيقة واحدة يُعرف الأشخاص الذين يصنعون ساوند كلاود غريبًا باسم الساوند كلاونز، وهو مصطلح صاغه المنتج ديكسواك  و وصف آيديوت مجتمع غرائب الساوند كلاود بأنه «إلى حد كبير مجرد أشخاص أصدقاء مع بعضهم البعض».
يسلط الناقد الصاخب ريان باسيل الضوء على مجموعة متنوعة من الموسيقى القادمة من مشهد عرائي الساوند كلاود في دقيقة واحدة يمكنك الاستماع إلى موضوع ساينفيلد الذي أعيد تصوره على أنه تمدد الأوعية الدموية الذي يحفزه دبستيب كوركر، وفي الدقيقة التالية تتعافى من سماع نسخة منه وهذا يشبه الإصابة بسكتة دماغية باسيل يحلل أن المسارات غالبًا ما يأخذ الماضي ويعيد توظيفه إلى شيء، على الرغم من أنه ليس مفيدًا تمامًا، يبدو جديدًا ويعكس البانوراميك المجرد والمربك الذي يلخص الإنترنت الحديث قارن باسيل معجم عناوين مسار الساوند كلاود بمعجم مستخدمي ريديت وتويتر.

## أمثلة بارزة
هناك مزيج من الموسيقى الشائعة على حد تعبير الكاتب شرودر، مثل ريمكس "الفلوت دروب" لأغنية مايلي سايرس "ريكينغ بول"ومزيج شاليك من الموسيقى لبرونو مارس وكورن.
في نوفمبر 2013 أصدر وانغ مجموعة من ملفات إم بي 3 على الساوند كلاود بعنوان بيست دروب إيفر والتي تضمنت مسارات  تبدأ جميعها كتراكم عادي لموسيقى إلكترونية راقصة، قبل أن تسقط في مقطع صوتي يشبه إعلانات فيليه أو فيش التجارية 
المجموعة عبارة عن محاكاة ساخرة للأهمية المفرطة والتركيز المفرط للانخفاض وعدم الاهتمام بالجودة العامة للأغنية الشائعة في مشهد موسيقى الرقص الإلكتروني الحديث. أصدر وانغ أكثر من 45 مسارات في ساوند كلآود الغريبة، بعضها يتلقى حوالي مليون مشاهدة.

## الآراء
أشاد الموسيقي ريان باسيل بمشاهد الساوند كلاونز ووصفه بأنها محبوبة وصادقه بشكل غريب  ووصف باسيل أيضًا غرائب الساوند كلاود بأنه نسخة أكثر نجاحًا لمشاهد مشابهة تعرف بإسم غرائب اليوتيوب ويعود سبب نجاح الساوند كلاونز إلى خوارزمية اكتشاف الساوند كلاود والمجموعات والاتجاهات الصغيرة القادرة على التكوين، وهناك وفرة من الفنانين الذين يكادون يصنعون وظائف منها،.